# Den protestantiska etiken och kapitalismens anda
Den protestantiska etiken och kapitalismens anda (tysk originaltitel: Die protestantische Ethik und der Geist des Kapitalismus) är en bok av den tyske sociologen Max Weber, utgiven 1904–1905. Den handlar om protestantismens betydelse för kapitalismens utveckling.
I boken undersöker Weber varför kapitalismen utvecklades just i Västerlandet och inte någon annanstans. Sedan romarrikets fall på 400-talet hade det funnits flera civilisationer i världen som var mer framstående än den i Europa. Weber menar att den ekonomiska utvecklingen i Västerlandet rymmer en unik attityd till ackumulation av rikedom, nämligen en stark drivkraft att samla ihop en stor personlig rikedom, utan att de rikedomarna används till egen lyx och flärd, vilket han kallar kapitalismens (kalvinismens) anda. Kärnan i Webers teori är att attityderna i kapitalismens anda hade sitt ursprung i religionen. De tidiga kapitalisterna var nämligen ofta kalvinister.
Enligt kalvinismens predestinationslära finns det vissa individer som är förutbestämda att komma till himmelriket efter döden. Genom den ångest denna föreställning gav, hade det uppstått en idé om att det på förhand gick att avgöra vem som tillhörde de utvaldas skara och skulle få komma till himmelen. Att till exempel lyckas ansamla sig en väldig mängd pengar, var således ett tecken på att man var utvald av Gud, vilket gav kalvinisterna en väldig drivkraft att sträva efter ekonomisk framgång. Samtidigt som man också ansåg att lyx var något ont, vilket självfallet underlättade. Det är ur detta förhållningssätt som kapitalismens anda härstammar, enligt Weber.
Här argumenterar Weber för att reformationen betingades av samhällsförändringar i riktning mot en kapitalistisk ekonomi, där den Romersk-katolska kyrkan inte förmått att bereda väg för nödvändiga sociala förändringar.[källa behövs]

## Bakgrund
År 1517 spikade Martin Luther upp 95 teser på kyrkporten i staden Wittenberg. Denna händelse har beskrivits som startskottet för protestantismen. Protestantismens värderingar fanns dock både tidigare och senare. Protestantismen har främst tolkats som kritik mot katolicismen och det faktum att man kunde köpa sig frälsning i himmelen genom att betala för avlatsbrev till Katolska kyrkan.

## Innehåll
Protestanterna ansåg att katolikerna, särskilt präster och munkar, var lata som levde på andras pengar och därmed arbete. Man ansåg att Gud inte alls endast kunde tala till folket via påven, biskopar och präster. Istället talade Gud till var och en allena. Religion var en privatsak. Det var därför upp till var och en att tjäna Gud på ett sådant sätt att man kom till himmelen.
Protestantismen tog sig uttryck i en etik som man ansåg att troende människor borde leva efter. Den protestantiska etiken var sträng. Bland annat var kalvinisterna, baptisterna, pietisterna och kväkarna mycket stränga religiösa protestantiska rörelser.
Protestanterna ansåg att det var upp till den enskilde individen att be till Gud och att leva ett sådant liv som Gud ville. Endast genom att göra detta kunde man finna frälsning. Detta tolkades av individer som att de skulle arbeta och gå in för sitt yrke. Genom att arbeta och ägna sig åt sitt yrke och inget annat än sitt yrke tjänade man Gud. 
Man skulle inte bara ägna sig åt arbete och sitt yrke; man skulle också visa måttfullhet när det gällde konsumtion. Denna konsumtionens måttfullhet gränsade mot asketismen. Eftersom man skulle vara måttfull i sin konsumtion så blev resultatet att de inkomster som ens yrke och arbete genererade till största delen skulle sparas. Sparandet skulle i första rummet återinvesteras i den egna verksamheten, i det egna yrket. 
Men om inte det lyckades kunde man låna ut pengarna till sin nästa. Naturligtvis lånade man då endast ut pengarna till sin nästa om man visste att personen levde ett sådant etiskt och gudsbejakande liv som en själv, det vill säga hårt arbetande med måttfullhet i konsumtionen.
Att koncentrera sig på sitt yrke, att vara måttfull i sin konsumtion och att spara är i normala fall begrepp som faller inom det ekonomiska området. Men det ekonomiska området kan inte förstås utan en kontext. Det ekonomiska och vad som anses som ekonomiskt, är i allra högsta grad färgat av den protestantiska tron. Det är protestantismen som lagt grunden för den kapitalistiska andan som finns i västvärlden.